# Dècada del 1040 aC

## Esdeveniments
- 1048 aC - Medont, Rei d'Atenes, mor després d'un regnat de 20 anys i és substituït pel seu fill Acast.
- 1044 aC - A la mort d'Esmendes I, faraó d'Egipte, és substituït per dos co-regents, Psusennes I i Neferkare Amenemnisu.